# Kodeks 0140
Kodeks 0140 (Gregory-Aland no. 0140) – grecki kodeks uncjalny Nowego Testamentu na pergaminie, paleograficznie datowany na X wiek. Rękopis jest przechowywany jest we Klasztorze Świętej Katarzyny (Sinai Harris App. 41) na Synaju.

## Opis
Do dziś zachowała się jedna karta kodeksu (14,5 na 12 cm) z tekstem Dziejów Apostolskich.
Tekst pisany jest jedną kolumną na stronę, w 18 linijkach w kolumnie.

## Tekst
Tekst kodeksu reprezentuje mieszaną tradycję tekstualną. Kurt Aland zaklasyfikował go do kategorii III.

## Historia
Aland datował kodeks na X wiek. W ten sam sposób datuje go obecnie INTF.
Kodeks był badany przez Agnes Smith Lewis.
Rękopis cytowany jest w krytycznych wydaniach greckiego Nowego Testamentu (NA26, NA27). W NA27 cytowany jest jako świadek trzeciego rzędu.